# We Survive
We Survive es el tercer álbum de estudio en inglés y el sexto en total de la cantante danesa Medina publicado en el año 2016. El álbum fue lanzado en todo el mundo el 26 de febrero de 2016 por Labelmade, We Love Music y Universal. El álbum consiste de diez canciones originales y tres canciones traducidas de sus sencillos danesas "Jalousi", "Når intet er godt nok" y "Giv Slip".

## Lista de canciones
| N.º | Título               | Escritor(es)                                                                                    | Productor(es)   | Duración |  |
| 1.  | «Runnin Out of Love» | Valbak, Mads Møller, Thor Nørgaard, Lauren Seymour, Mats Lie Skåre                              | Pitchshifters   | 3:28     |  |
| 2.  | «We Survive»         | Valbak, Richard "Biff" Stannard, Ash Howes, Møller, Nørgaard, Lindy Robbins, Jetta John Hartley | Stannard, Howes | 3:43     |  |
| 3.  | «Someone New»        | Valbak, Jason Gill                                                                              | Gill            | 3:58     |  |
| 4.  | «Jealousy»           | Valbak, Møller, Nørgaard, Theis Andersen                                                        | Pitchshifters   | 3:43     |  |
| 5.  | «Good Enough»        | Valbak, Møller, Nørgaard                                                                        | Pitchshifters   | 3:26     |  |
| 6.  | «Let Go»             | Møller, Nørgaard                                                                                | Pitchshifters   | 3:17     |  |
| 7.  | «For U»              | Valbak, Møller, Nørgaard, Isa Ljunggren                                                         | Pitchshifters   | 3:59     |  |
| 8.  | «Liquid Courage»     | Valbak, Møller, Nørgaard, Lindy Robbins                                                         | Pitchshifters   | 3:44     |  |
| 9.  | «Young in Love»      | Valbak, Møller, Nørgaard, Terri Bjerre                                                          | Pitchshifters   | 3:46     |  |
| 10. | «By Your Side»       | Valbak, Møller, Nørgaard                                                                        | Pitchshifters   | 3:52     |  |
| 11. | «Grass»              | Valbak, Møller, Nørgaard                                                                        | Pitchshifters   | 3:22     |  |
| 12. | «Karma's a Bitch»    | Valbak, Gill                                                                                    | Gill            | 3:27     |  |
| 13. | «Walking Mistake»    | Valbak, Møller, Nørgaard                                                                        | Pitchshifters   | 3:21     |  |